# FC Bergman
FC Bergman is een Vlaams theatergezelschap, eind 2008 opgericht door zes acteurs die studeerden aan het Herman Teirlinck Instituut: Stef Aerts, Joé Agemans, Bart Hollanders, Matteo Simoni, Thomas Verstraeten en Marie Vinck.
Hun eerste voorstelling, De Thuiskomst van Harold Pinter, won de KBC Jongtheaterprijs op Theater Aan Zee 2009. Hun volgende voorstelling, met de lange titel Wandelen op de Champs-Elysées met een schildpad om de wereld beter te kunnen bekijken, maar het is moeilijk thee drinken op een ijsschots als iedereen dronken is, werd in 2010 geselecteerd voor het Nederlands Theaterfestival als een van de tien beste voorstellingen van het afgelopen seizoen.